# Ракаров, Кирил
Кири́л Манолов Ракаров (болг. Кирил Манолов Ракаров; 24 мая 1932, Павликени, Великотырновская область — 25 августа 2006, София) — болгарский футболист, играл на позиции защитника. Бронзовый призёр Олимпийских игр 1956 года. Заслуженный мастер спорта Болгарии (1961).

## Биография

### Игровая карьера

#### Клубная карьера
Ракаров начал карьеру в «Червено Знамя Павликени», в котором он отыграл два сезона.
В 1952 году перешёл в софийский ЦСКА, в котором отыграл 12 сезонов, выиграв с составе «армейцев» 10 чемпионских титулов и 3 Кубка Болгарии. В этом же клубе по окончании сезона 1963/64 он завершил карьеру в возрасте 32 лет, став одним из успешных игроков в истории клуба.

#### Карьера в сборной
В составе сборной Болгарии принимал участие на Олимпиаде 1956 года и Олимпиаде 1960 года, завоевав в 1956 году в составе сборной бронзовые медали.
Спустя два года был капитаном сборной на чемпионате мира 1962 года, на котором сыграл в двух матчах. По итогам турнира болгары заняли в группе последнее место, заработав одно очко.

### Карьера тренера
С 1976 по 1977 год был главным тренером клуба «Черно море».

### Стиль игры
Ракаров был техничным защитником, у него были сильные удары, которыми он забивал голы со штрафных или с дальних дистанций.

### Смерть
Скончался 25 августа 2006 года в Софии в возрасте 74 лет.

## Достижения
ЦСКА (София)
- Чемпион Болгарии (10): 1952, 1954, 1955, 1956, 1957, 1958, 1958/1959, 1959/1960, 1960/1961, 1961/1962
- Обладатель Кубка Болгарии (3): 1954, 1955, 1961
- Чемпион Спартакиады дружественных армий: 1958

 Болгария
- Бронзовый призёр Олимпийских игр (1): 1956